# Classora Query Language
Classora Query Language (CQL) (Lenguaje de consulta de Classora, en español) es un lenguaje semiformal que permite realizar consultas sobre la base de conocimiento Classora Knowledge Base. 
CQL está basado en el estándar de consulta a base de datos SQL, y permite realizar dos tipos de recuperación de información: obtener atributos de una unidad de conocimiento, y obtener unidades de conocimiento que satisfacen una determinada condición.
- Datos: Q5771666